# Algar de Mesa
Algar de Mesa – gmina w Hiszpanii, w prowincji Guadalajara, w Kastylii-La Mancha, o powierzchni 23,83 km². W 2011 roku gmina liczyła 68 mieszkańców.